# Vogelenzang (molen)
De molen Vogelenzang is een ronde stenen molen die zich bevindt aan de Molendreef in Lieshout in de Nederlandse provincie Noord-Brabant. Deze molen is gelegen in een zeer landelijke omgeving.
De huidige molenaar van molen Vogelenzang is Pieter Sanders die woont in het witte huis bij de molen. Molen Vogelenzang is meerdere malen door Vincent van Gogh getekend rond 1880. Deze molen maakt daarbij ook deel uit van de bekroonde Vincent van Gogh fietsroute.  
Deze beltmolen is gebouwd in 1819 en wordt gebruikt als korenmolen.
Hij werd gebouwd ter vervanging van de standerdmolen die in 1816 is omgewaaid. De huidige molen bevat een aantal onderdelen van die standerdmolen. Het is een van de eerste stenen molens die in het Kwartier van Peelland zijn gebouwd. Waarschijnlijk is de molen het werk van een Zuid-Hollandse molenmaker. De stenen werden ter plaats gebakken uit leem dat men betrok uit een achter de molen gelegen ven.
Naast het gebruik als korenmolen is hij ook als oliemolen en mogelijk als pelmolen gebruikt, wat uitzonderlijk is in Noord-Brabant. Tot 1964 werd hij gebruikt door particuliere molenaars, tegenwoordig wordt hij bedreven door vrijwillige molenaars.